# Xã Dawt, Quận Ozark, Missouri
Xã Dawt (tiếng Anh: Dawt Township) là một xã thuộc quận Ozark, tiểu bang Missouri, Hoa Kỳ. Năm 2010, dân số của xã này là 492 người.